# 朗陶費勒峰

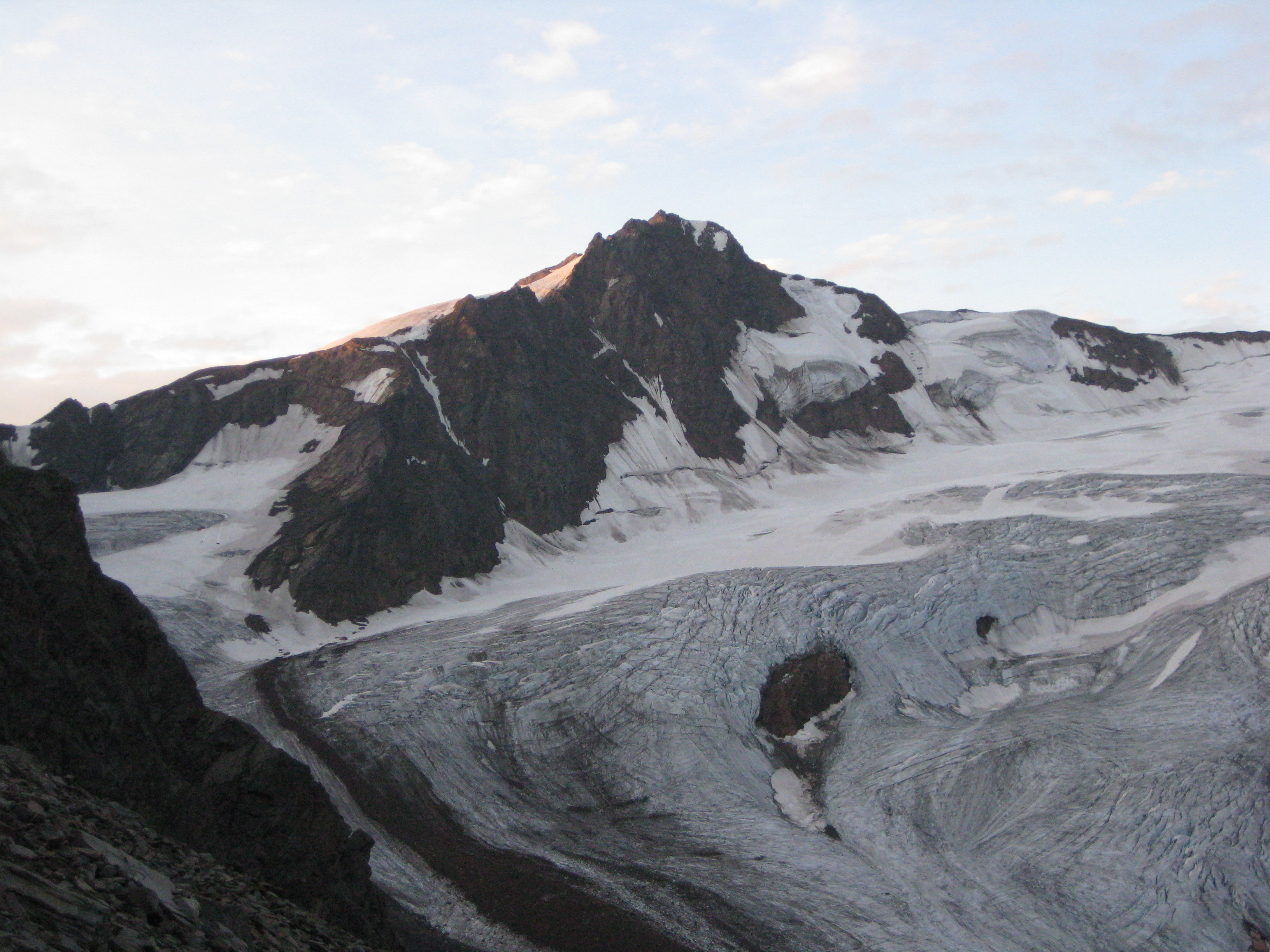

46°48′17″N 10°44′45″E / 46.80472°N 10.74583°E
朗陶費勒峰（德語：Langtauferer Spitze），是中歐的山峰，位於奧地利和意大利接壤的邊境，屬於奧茨塔爾阿爾卑斯山脈的一部分，距離魏斯山1.4公里，海拔高度3,528米，每年平均降雨量1,357毫米，人類在1865年首次登頂。